# Breitwangen-Hüpfmaus
Die Breitwangen-Hüpfmaus (Notomys robustus) ist eine erst 2008 beschriebene Art der Australischen Hüpfmäuse, die nur durch 1976 entdeckte Schädelfragmente aus dem Gewölle von Eulen in der Flinderskette bekannt ist. Im Jahre 1981 schätzten die australischen Paläontologen Christopher H. S. Watts und Heather J. Aslin dieses Material auf ein Alter zwischen 100 und 300 Jahre. Den Speiballen nach zu urteilen, die ebenfalls die Knochen von eingeführten Hausmäusen enthielten, hat sie offenbar bis in historische Zeiten, möglicherweise bis zur zweiten Hälfte des 19. Jahrhunderts überlebt. Der Schädel deutet darauf hin, dass sie ziemlich groß war. Möglicherweise erreichte sie die Größe der Kurzschwanz-Hüpfmaus oder wurde gar größer. Sie bevorzugte vermutlich Tussock-Grasland und Lehmböden.